# Ямал-202
Ямал-202 или Ямал-200 № 2 — один из двух спутников серии Ямал-200, созданный РКК «Энергия» по заказу «Газкома», выведен на геостационарную орбиту с точкой стояния 49° восточной долготы ракетой-носителем Протон-К 24 ноября 2003 года.
Спутники Ямал-200 расширили систему спутниковой связи «Ямал», в составе которой на момент запуска данного спутника функционировал спутник Ямал-100.
Спутник Ямал-202, устанавливаемый в орбитальную позицию 49° в. д., имеет полуглобальную зону покрытия с 18-ю транспондерами С-диапазона для обслуживания Европы, Азии и Северной Африки.
Спутники Ямал-200 созданы в рамках Федеральной космической программы России.
В 2019 году на замену спутнику Ямал-202 запущен спутник Ямал-601.
19 июля 2019 года все сети, работавшие на спутнике Ямал-202, были переведены на спутник Ямал-601.
16 сентября 2019 года на выставке IBC-2019 было объявлено о переводе спутника Ямал-202 в орбитальную позицию 163,5° Восточной долготы, для обслуживания Тихоокеанского региона.
В конце ноября 2019 года перемещение спутника Ямал-202 в орбитальную позицию 163,5° Восточной долготы было успешно завершено.